# Flugunfall Windsor 380
Der Flugunfall Windsor 380 ereignete sich am 29. Oktober 1991. Auf diesem Flug verunglückte eine von der RAAF Base Richmond zum Avalon Airport unter dem Funkrufzeichen Windsor 380 fliegende Boeing 707-368C der Royal Australian Air Force nach einem Flugmanöver mit asymmetrischem Schub. Bei dem Unfall kamen alle 5 Menschen an Bord ums Leben.

## Flugzeug
Bei der verunglückten Maschine handelte es sich um eine Boeing 707-368C, die 1975 im Werk von Boeing auf dem Boeing Field im US-Bundesstaat Washington als die 905. Boeing 707 aus laufender Produktion mit der Werknummer 21103 endmontiert wurde. Die Maschine absolvierte am 29. September 1975 ihren Erstflug und wurde am 14. Oktober 1975 mit dem Luftfahrzeugkennzeichen HZ-ACG an ihren Erstbesitzer Saudia ausgeliefert. Die Maschine blieb bei der Fluggesellschaft bis 1986 in Betrieb und wurde anschließend zunächst in Italien und anschließend auf der Davis-Monthan Air Force Base eingelagert. Am 13. Juli 1987 wurde die Maschine mit dem neuen Luftfahrzeugkennzeichen N1987B auf Boeing Military Aircraft wiederzugelassen und zur Militärmaschine umgebaut. Am 25. Februar 1988 wurde die Maschine an die Royal Australian Air Force (RAAF) verkauft und erhielt in diesem Zuge ihr neues, militärisches Luftfahrzeugkennzeichen A20-103 und den Taufnamen Wilberforce. Die Maschine traf am 11. März 1988 auf der RAAF Base Richmond ein. Sie wurde anschließend als Transportflugzeug im 33. Geschwader der RAAF eingesetzt. Diese Flugzeuge ersetzten als Transportflugzeuge bei der RAAF die in die Jahre gekommenen Lockheed C-130 Hercules. Die ersten beiden Maschinen dieser Art, ehemalige Qantas-Flugzeuge, wurden im Jahr 1979 in die Flotte der RAAF aufgenommen. Das vierstrahlige Langstrecken-Schmalrumpfflugzeug war mit vier Turbinen-Strahltriebwerken des Typs Pratt & Whitney JT3D-3B ausgestattet. Bis zum Zeitpunkt des Unfalls hatte die Maschine eine Gesamtbetriebsleistung von 26.753,6 Betriebsstunden absolviert, darunter 1.129,6 Betriebsstunden seit ihrer Inbetriebnahme bei der RAAF.

## Insassen
Die fünfköpfige Besatzung bestand aus dem Flugkapitän Mark Lewin im Rang des Squadron Leader, dem Ersten Offizier Tim Ellis im Rang des Flight Lieutenant, dem Zweiten Offizier Mark Duncan im Rang des Flight Lieutenant, dem Flugingenieur Jon Fawcett im Rang des Warrant Officer sowie dem Lademeister Al Gwynne im Rang des Warrant Officer.

## Unfallhergang
Mit der Maschine wurde an diesem Tag ein Flug von der RAAF Base Richmond zum Avalon Airport durchgeführt. Während des Fluges entlang der australischen Südostküste in einer Flughöhe von 5.000 Fuß führte die Besatzung einen Flug bei einem simulierten partiellen Triebwerksausfall durch. Während dieses Flugmanövers ging die Kontrolle über die Maschine verloren, die schließlich um 11:47 Uhr Ortszeit vor der australischen Küste etwa einen Kilometer vor Woodside Beach, Gippsland, in den Gewässern der Tasmanischen See aufschlug. Alle fünf Besatzungsmitglieder kamen bei dem Unfall ums Leben.

## Ursache
Die Untersuchungskommission kam zu dem Schluss, dass der Ausbilder im Flug versuchte, eine Asymmetrie zu demonstrieren, die ein gefährliches Flugmanöver darstellt, das zu einem plötzlichen Verlust des kontrollierten Flugzustands führen kann. Der Ausbilder habe die Folgen des Manövers nicht ausreichend eingeschätzt. Die Untersuchungskommission stellte auch fest, dass es innerhalb der RAAF Mängel beim Erwerb und der Dokumentation von Wissen zum Betrieb von Maschinen des Typs Boeing 707 gab. Es habe ferner an wirksamen Mechanismen gefehlt, um die Erosion dieses Wissens zu einem Zeitpunkt zu verhindern, als eine große Anzahl von Piloten aus der Luftwaffe ausschied. Es habe weder entsprechende Umschulungskurse noch adäquate Handbücher für Flugausbilder an Bord der Boeing 707 der RAAF gegeben. Es habe Mängel bei den dokumentierten Verfahren und Einschränkungen in Bezug auf asymmetrische Flugzustände in der 707 und eine mangelnde Wiedergabetreue im RAAF-707-Simulator gegeben, insbesondere in Bezug auf das Fluggebiet, in dem sich der Unfall ereignete. Der Kapitän habe in der besten Absicht gehandelt, jedoch ohne ausreichende Fachkenntnisse oder Verständnis für die Folgen der Situation, in die er das Flugzeug gebracht hatte.